# 新合鄉 (鄰水縣)
新合鄉（新合公社、星火公社），是四川省鄰水縣曾经下辖的一个乡。轄里仁村、桂林村、拱背橋村（新隆）、寒婆寺村（新房） 、羊鹿灘村（永興）、黃泥村、馬鹽村。

## 沿革[1]
- 1953年4月24日，第六區(九龍區)公所從九龍鄉划出6個村，增建里仁鄉人民政府。1956年1月，里仁鄉併入九龍鄉，里仁鄉人民政府撤銷。
- 1961年8月，縣人委決定將原里仁鄉所屬村從九龍鄉划出，新建新合人民公社。1966年5月「文革」開始後，新合人民公社工作受到干擾。1967年1月，為了破「四舊」，新合人民公社改稱星火人民公社。3月，由公社武裝幹部和群眾代表主持成立了星火人民公社生產辦公室，負責公社日常工作。1968年12月13日。經縣人武部黨委批准，星火人民公社革命委員會成立。1973年5月12日，經地革委批准星火人民公社革委會恢復為新合人民公社革命委員會。1976年10月粉碎「四人幫」後，新合人民公社的行政組織機構仍然是革命委員會。1981年3月，縣委決定撤銷新合人民公社革委會，設立新合人民公社管理委員會，管委會設正、副主任。1984年1月，根據中共中央體制改革要求，縣委又決定撤銷新合人民公社管委會，建立新合鄉人民政府。